# Zagorie
Zagorie je obec v okresu Gjirokastër, kraji Gjirokastër, jižní Albánii.

## Významní lidé
- Andon Zako Çajupi (1866–1930) – albánský spisovatel, dramaturg a právník.